# Mario Cirillo
Mario Cirillo (Telese Terme, 19 agosto 1923 – 12 novembre 1980) è stato un politico italiano, subentrato a Pietro Amendola nella V legislatura e confermato nella VI alla Camera dei deputati.